# Carl Betz (Politiker)

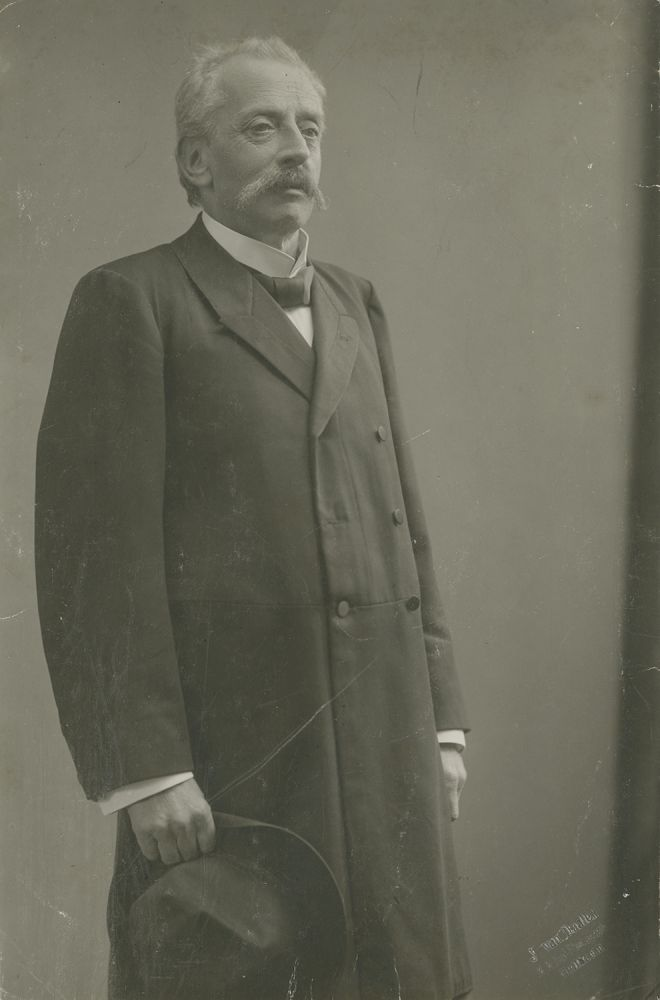
Carl Betz. Fotografie von Jean van Daalen

Carl Wilhelm Friedrich Betz (* 3. Oktober 1852 in Heilbronn; † 13. Dezember 1914 ebenda; auch Karl Betz) war ein deutscher Kaufmann und Politiker (DVP). Von 1895 bis zu seinem Tod gehörte er der Abgeordnetenkammer der Württembergischen Landstände an.

## Leben
Betz war der Sohn des gleichnamigen Heilbronner Kaufmanns und Zigarrenfabrikanten Carl Betz. Nach dem Besuch des Karlsgymnasiums und der Realschule in Heilbronn machte er eine Kaufmannslehre im Geschäft seines Vaters, während derer er zahlreiche Reisen in ganz Deutschland unternahm. 1873/1874 oder 1874/1875 leistete er als Einjährig-Freiwilliger Wehrdienst beim 3. Württembergischen Infanterie-Regiment Nr. 121 und wurde als Unteroffizier der Reserve mit der Qualifikation zum Offizier entlassen. Er war dann als Kaufmann in Heilbronn tätig. Wegen seiner liberalen politischen Ansichten wurde er Ende 1878 von der Liste der Offiziers-Aspiranten gestrichen.
Ab Mitte der 1870er-Jahre war Betz für die liberale Demokratische Volkspartei aktiv und arbeitete 1878 eng mit deren Reichstagsabgeordneten Georg Härle aus Heilbronn zusammen. Mit dem Altliberalen und DVP-Gründer Ludwig Pfau war er befreundet; nach Pfaus Tod hielt Betz im April 1894 in Heilbronn eine Gedächtnisrede auf ihn.
1895 kandidierte er im Wahlkreis Heilbronn Stadt für die Abgeordnetenkammer der Württembergischen Landstände. Bei der Stichwahl am 14. Februar 1895 konnte er sich knapp gegen den konservativen Heilbronner Oberbürgermeister Paul Hegelmaier durchsetzen. Auch bei den Wahlen in den Jahren 1900, 1906 und 1912 kandidierte er im selben Wahlkreis und zog jeweils wieder in die Abgeordnetenkammer ein. Im Jahr 1900 gewann er in der Stichwahl gegen den Heilbronner Fabrikanten Peter Bruckmann, der parteilos, aber für die nationalliberale Deutsche Partei angetreten war. 1906 setzte er sich in der Stichwahl gegen den SPD-Kandidaten Franz Feuerstein durch, 1912 gewann er bereits im ersten Wahlgang ebenfalls gegen Feuerstein und zwei Zählkandidaten. In der Abgeordnetenkammer gehörte Betz verschiedenen Kommissionen (bis 1910) bzw. Ausschüssen (ab 1911) an, darunter der Staatsrechtlichen Kommission und der Volkswirtschaftlichen Kommission bzw. dem Volkswirtschaftlichen Ausschuss.
Auch in der Kommunalpolitik war Betz aktiv. 1895 bis 1896 gehörte er dem Heilbronner Bürgerausschuss, ab Januar 1895 bis zu seinem Tod dem Gemeinderat der Stadt an. Von 1907 bis zum Tod war er zudem Mitglied des Bezirksrats des Oberamts Heilbronn. Bei der Reichstagswahl 1903 kandidierte er im Wahlkreis Württemberg III (Heilbronn, Besigheim, Brackenheim, Neckarsulm), schied aber im ersten Wahlgang aus. In der Stichwahl gewann dann Theodor Wolff (Bauernbund) gegen Gustav Kittler (SPD).
Betz war Gründungsmitglied mehrerer Heilbronner Vereine. Im Juni 1879 war er Mitgründer der Heilbronner Rudergesellschaft Schwaben, deren 1. Vorsitzender er dann mehrere Jahre war. Er war auch Mitbegründer und erster Vorsitzender des 1894 gegründeten Vereins für Feuerbestattung, der 1905 das erste württembergische Krematorium auf dem Heilbronner Hauptfriedhof errichtete, und legte 1906 eine Schrift mit dem Titel Das Krematorium auf dem Friedhof in Heilbronn a. N. vor.
1906 war Betz 1. Vorsitzender des Heilbronner Freimaurerkränzchens Furchtlos und treu, aus dem 1909 die gleichnamige Freimaurerloge der Großen Mutterloge des Eklektischen Freimaurerbundes hervorging. Außerdem war Betz Vorsitzender der Deutschen Friedensgesellschaft in Heilbronn.

## Ehrungen
Seit dem 10. Juni 1948 gibt es in Heilbronn die Karl-Betz-Straße. Sie entstand durch Umbenennung der Heinrich-Kleinbach-Straße, die ihrerseits erst am 25. September 1947 durch Umbenennung der am 9. April 1938 zur Erinnerung an den Anschluss Österreichs neu benannten Burgenlandstraße entstanden war.